# ブリトン人
ブリトン人（Britons, Brythons）は、前ローマ時代にブリテン島に定住していたケルト系の土着民族である。単に「Briton」というと近代英国民のことを指すので学術上、この民族集団を指すときは「ブリテン諸部族（British tribes）」、「古代ブリトン人（ancient Britons）」、または「ブリトン民族（ethnic Britons）」とも呼ばれる（このような書き分けはケルト系語族の区分け、ブリトン諸語とゲール語の違いを語る時に用いられる）。
なおブリソン（Brython）という言葉はウェールズ語からの借用で、民族言語学上のブリトン（Briton）と区別するための単語である。

## 定義
当時のブリテン島に住む者みながブリトン諸語の話者であったかどうかは分からない。かなり多くの学者が未知の言語であるピクト語はゲール語だと言っているが、ローマ後期まではピクト人は単独に区別された部族（ちょうどブリトン諸部族の中でのダル・リアータのように）として考えられていた。このピクト人文化の特色、例えば彫刻、陶器、石碑がブリトン人の特徴と異なるためブリトン人の定義としてピクト人は除かれている。

## 言語
ブリトン語は後世まで生き延び、ウェールズ語、ブルトン語、コーンウォール語の基となっている。また現在では絶えてしまったカンブリア語の祖語でもある。